# Високениці
Високениці (пол. Wysokienice) — село в Польщі, у гміні Ґлухув Скерневицького повіту Лодзинського воєводства.
Населення — 737 осіб (2011).
У 1975—1998 роках село належало до Скерневицького воєводства.

## Демографія
Демографічна структура станом на 31 березня 2011 року:
|          | Загалом | Допрацездатний вік | Працездатний вік | Постпрацездатний вік |
| -------- | ------- | ------------------ | ---------------- | -------------------- |
| Чоловіки | 367     | 80                 | 246              | 41                   |
| Жінки    | 370     | 77                 | 195              | 98                   |
| Разом    | 737     | 157                | 441              | 139                  |

## Галерея
Костел із села перенесли до скансену (музей просто неба) в селі Маужиці.

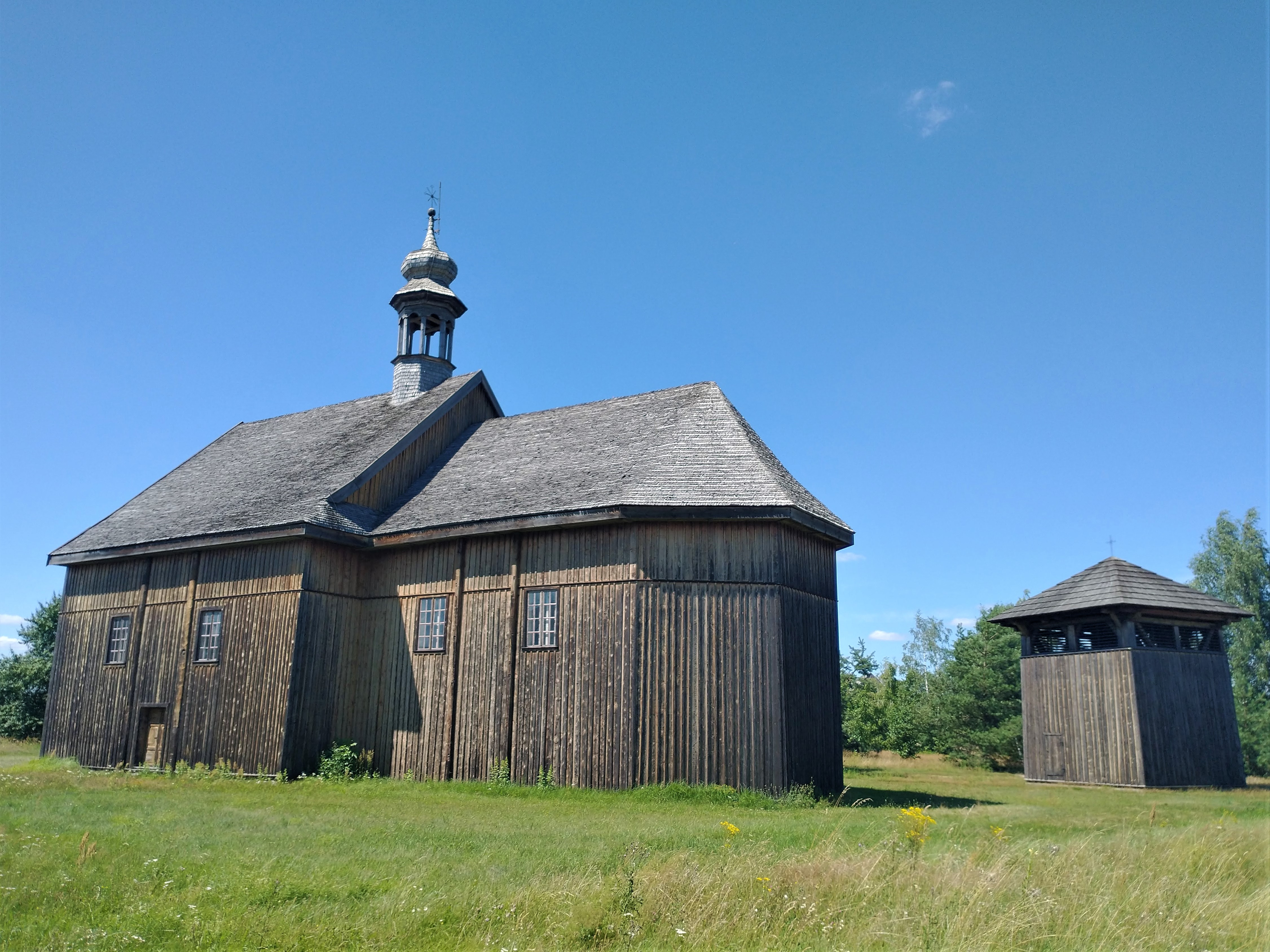
Костел із села Високениці
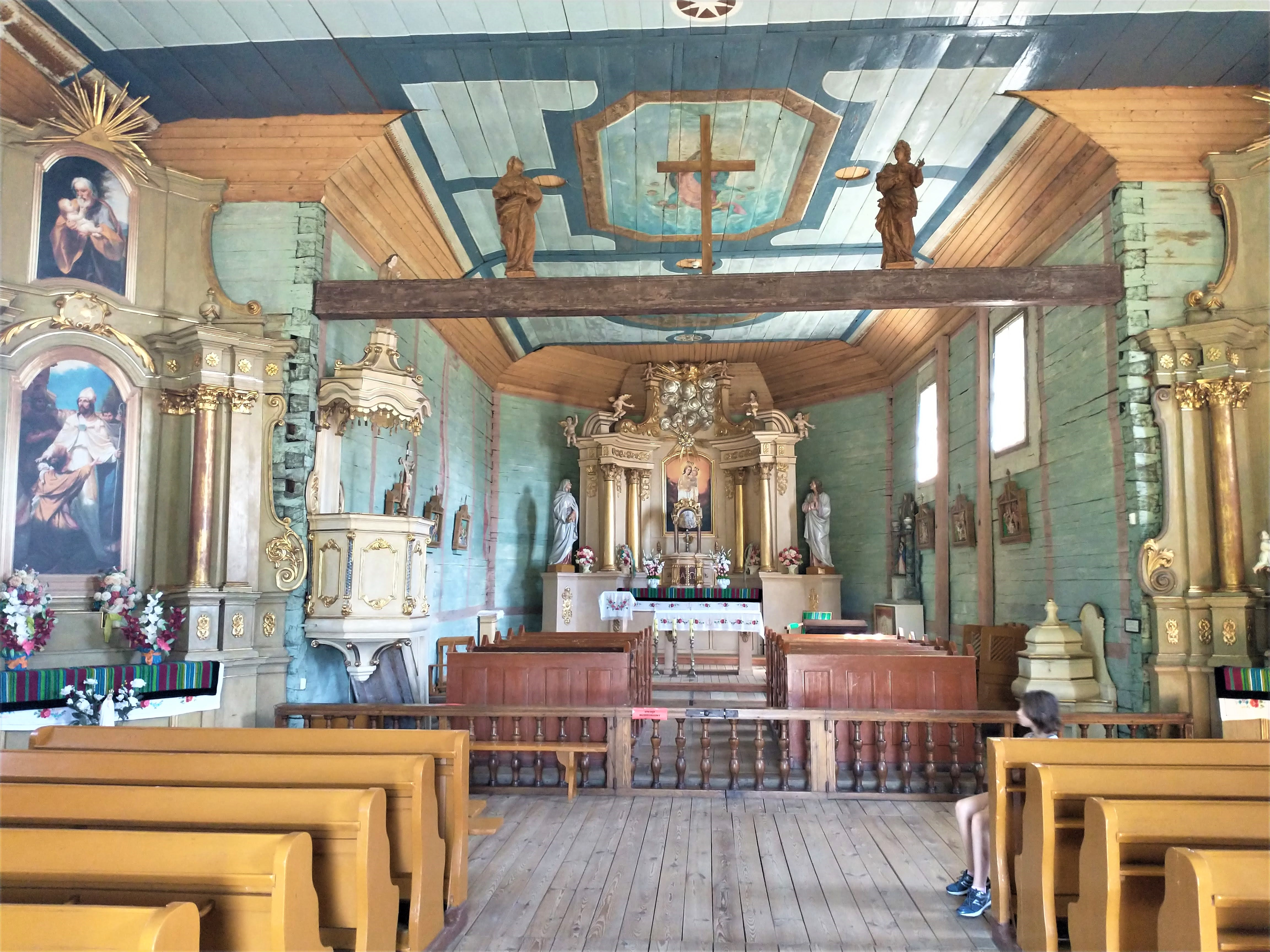
Всередині костелу